# Festival des tulipes
 (mai 2022).
La mise en forme du texte ne suit pas les recommandations de Wikipédia : il faut le « wikifier ».
Les points d'amélioration suivants sont les cas les plus fréquents. Le détail des points à revoir est peut-être précisé sur la page de discussion.
- Les titres sont pré-formatés par le logiciel. Ils ne sont ni en capitales, ni en gras.
- Le texte ne doit pas être écrit en capitales (les noms de famille non plus), ni en gras, ni en italique, ni en « petit »…
- Le gras n'est utilisé que pour surligner le titre de l'article dans l'introduction, une seule fois.
- L'italique est rarement utilisé : mots en langue étrangère, titres d'œuvres, noms de bateaux, etc.
- Les citations ne sont pas en italique mais en corps de texte normal. Elles sont entourées par des guillemets français : « et ».
- Les listes à puces sont à éviter, des paragraphes rédigés étant largement préférés. Les tableaux sont à réserver à la présentation de données structurées (résultats, etc.).
- Les appels de note de bas de page (petits chiffres en exposant, introduits par l'outil «  Source ») sont à placer entre la fin de phrase et le point final[comme ça].
- Les liens internes (vers d'autres articles de Wikipédia) sont à choisir avec parcimonie. Créez des liens vers des articles approfondissant le sujet. Les termes génériques sans rapport avec le sujet sont à éviter, ainsi que les répétitions de liens vers un même terme.
- Les liens externes sont à placer uniquement dans une section « Liens externes », à la fin de l'article. Ces liens sont à choisir avec parcimonie suivant les règles définies. Si un lien sert de source à l'article, son insertion dans le texte est à faire par les notes de bas de page.
- La présentation des références doit suivre les conventions bibliographiques. Il est recommandé d'utiliser les modèles {{Ouvrage}}, {{Chapitre}}, {{Article}}, {{Lien web}} et/ou {{Bibliographie}}. Le mode d'édition visuel peut mettre en forme automatiquement les références.
- Insérer une infobox (cadre d'informations à droite) n'est pas obligatoire pour parachever la mise en page.

Pour une aide détaillée, merci de consulter Aide:Wikification.
Si vous pensez que ces points ont été résolus, vous pouvez retirer ce bandeau et améliorer la mise en forme d'un autre article.

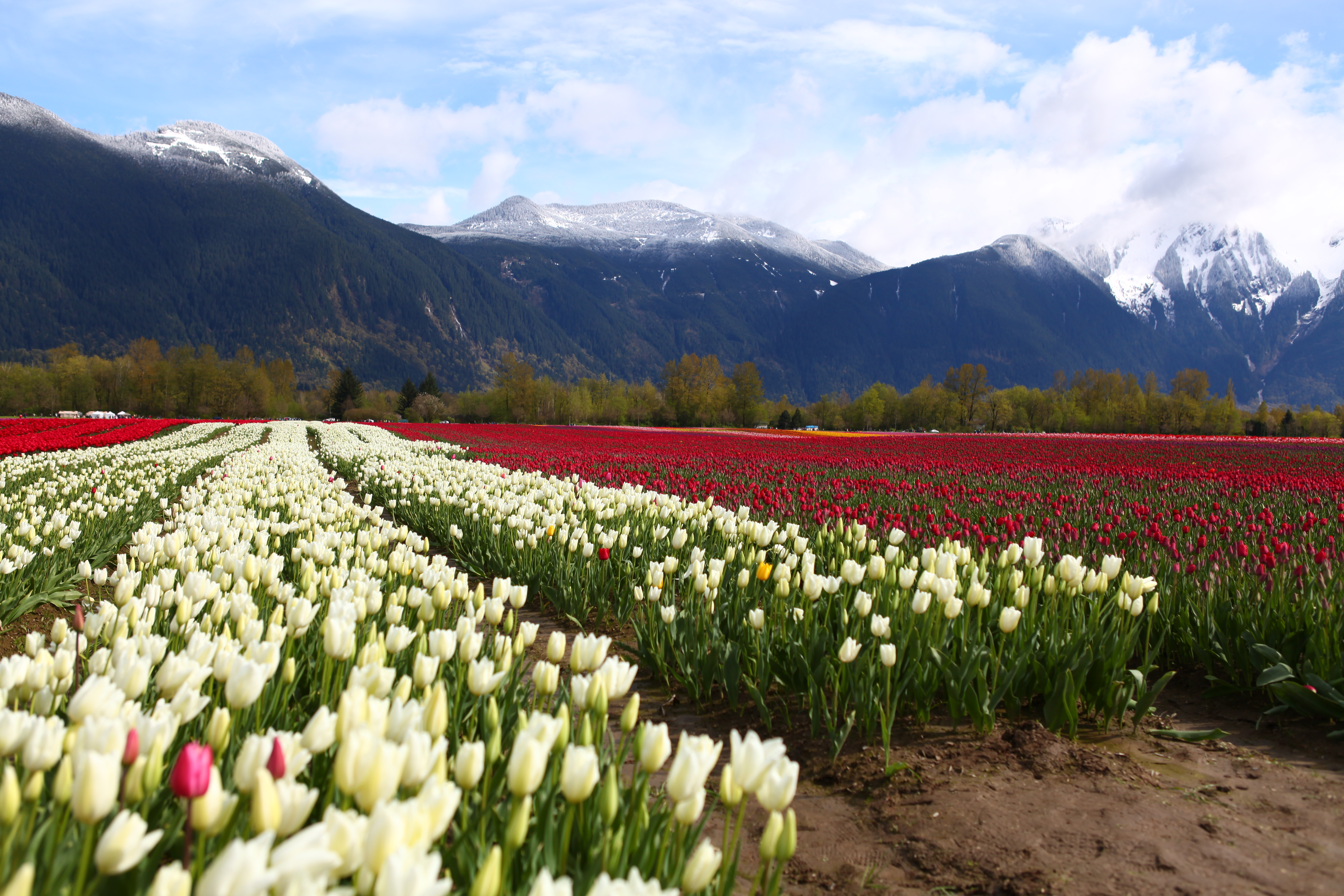
Le Festival des tulipes 2013 à Agassiz,Colombie-Britannique, Canada.

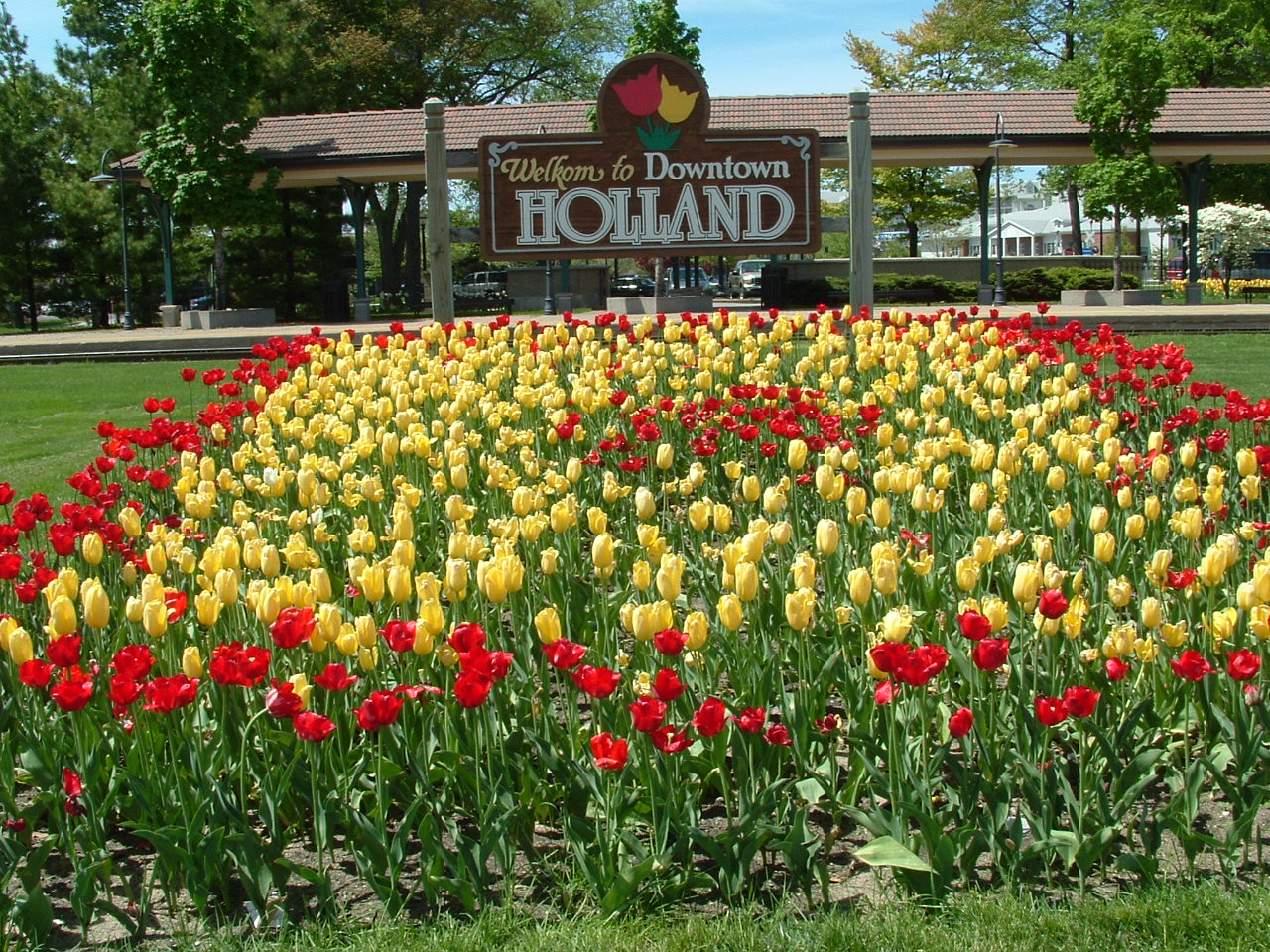
Holland dans le Michigan est le berceau de Tulip Time, le plus grand festival de tulipes aux États-Unis.

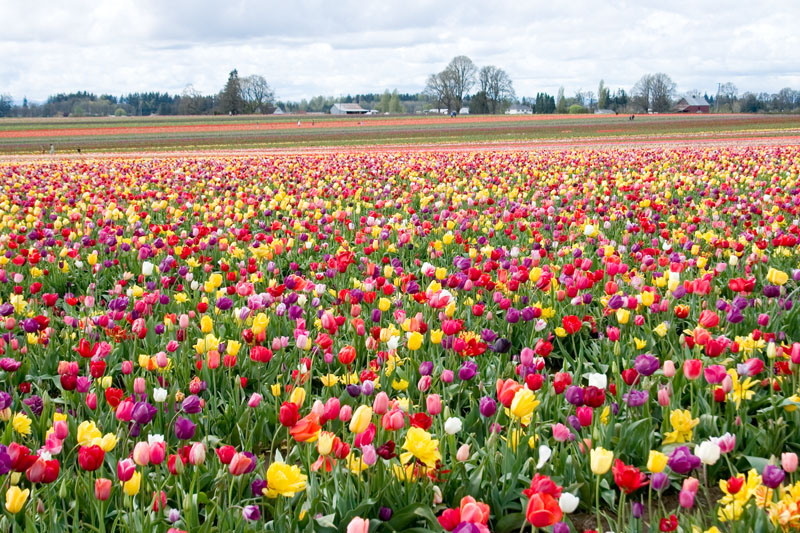
Le Wooden Shoe Tulip Festival 2007 à Woodburn, Oregon.

Les festivals de tulipes ont lieu dans plusieurs villes du monde, principalement en Amérique du Nord, généralement dans des villes à l'héritage néerlandais comme Albany (New York), Ottawa (Ontario), Gatineau (Québec), Montréal (Québec), Holland (Michigan), Lehi (Utah), Orange City (Iowa), Pella (Iowa), Mount Vernon (Washington), Woodburn (Oregon) et dans d'autres pays comme la Nouvelle-Zélande, l'Australie, l'Inde ou encore l'Angleterre.
Les tulipes sont considérées comme un signe avant-coureur du printemps, et un festival des tulipes permet aux résidents de les voir sous leur meilleur jour. Les festivals sont également des attractions touristiques populaires. Certaines années, le pic de floraison des tulipes ne coïncide pas avec les dates des festivals, souvent en raison des conditions climatiques. Pendant la pandémie de Covid-19, la majorité des festivals n'ont pas eu lieu, ou du moins avec très peu de touristes,.

## Asie
- Srinagar, capitale de Jammu-et-Cachemire en Inde, organise son Festival des tulipes au mois d'avril dans le jardin à tulipes du mémorial d'Indira Gandhi, jardin d'une superficie de 30 hectares sur les rives du célèbre lac Dhal. Il est considéré comme le plus grand jardin de tulipes d'Asie[7].

- Tonami, dans la préfecture de Toyama au Japon, organise un festival des tulipes avec plus de 2,5 millions de tulipes dans plus de 600 variétés. Il a lieu de fin avril à début mai, est connu sous le nom de "Fête des tulipes de Tonami" et est situé dans le Parc des tulipes de Tonami[8].

## Europe

### France
- Le Festival des tulipes du château de Vendeuvre, dans le Calvados, a lieu chaque année en avril[9].

### Royaume-Uni
- Spalding (Lincolnshire, Royaume-Uni) organisait une parade des tulipes chaque année. Elle avait lieu le premier samedi de mai des années 1920 jusqu'en 2013. À son apogée, c'était une attraction touristique majeure, comprenant une procession de chars sur différents thèmes, chacun décoré de pétales de tulipes, un sous-produit de l'industrie des bulbes. Les tulipes ne sont plus cultivées commercialement dans cette partie du Lincolnshire[10].

### Pays-Bas
- La Journée nationale néerlandaise de la Tulipe, à Amsterdam aux Pays-Bas, et la fête qui y est liée, a lieu chaque année en janvier[11].

### Turquie
- Le Festival des tulipes d'Istanbul, la capitale de la Turquie, a lieu chaque année en avril[12].

## Amérique du Nord

### Canada
- Le Festival canadien des tulipes, qui est reconnu pour être le plus grand festival de tulipes au monde, est un événement majeur organisé chaque année en mai à Ottawa (Ontario, Canada)[13]. Pendant la Seconde Guerre mondiale, la famille royale néerlandaise s'est réfugiée au Canada. La princesse Margriet des Pays-Bas est née à l'Hôpital d'Ottawa en 1943 et le gouvernement canadien a déclaré que ce territoire était extraterritorial. Cela a été fait pour s'assurer que la princesse aurait uniquement la nationalité néerlandaise. Chaque année depuis, la reine Juliana - et la famille royale après sa mort - ont envoyé des bulbes de tulipes pour le festival. Le festival a débuté en 1953[14].

### États-Unis

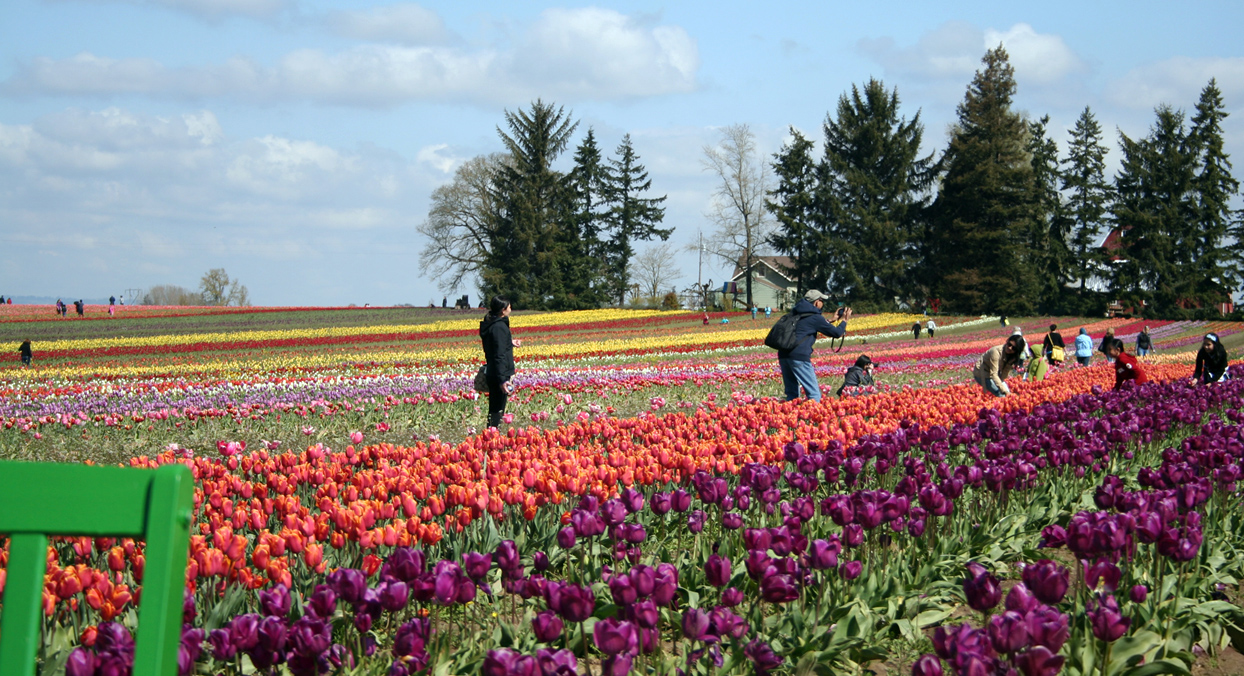
Champ de tulipes en pleine floraison pendant le Jour de la Terre en 2011, dans la vallée de la Willamette (Oregon).

Les festivals de tulipes sont organisés en l'honneur des Néerlandais, qui, en déménageant, ont apporté des bulbes de tulipes (alors très chères) et leurs traditions aux Amériques.

#### Est des États-Unis
- Le Festival des tulipes d’Albany, dans l'Etat de New York, est situé dans le Washington Park, à Albany. Chaque année, cet événement traditionnel célèbre le printemps avec des milliers de tulipes qui fleurissent dans une grande diversité de couleurs et de variétés. Des milliers de personnes, locaux et de tous horizons, viennent au festival en mai pour célébrer le riche héritage néerlandais d'Albany[16].

#### Centre des États-Unis
- A Belle Plaine, dans le Kansas, où se trouve le Bartlett Arboretum[17], organise son festival des tulipes le troisième week-end d'avril depuis 1986. Outre les tulipes, le festival propose aussi des collections d'art, des expositions d'artisans, des concerts, un carnaval et d'autres divertissements et jeux[18]. Belle Plaine était autrefois célèbre pour être l'endroit des Etats-Unis avec la plus grande concentration de tulipes.
- Le festival des jours néerlandais de Fulton, dans l'Illinois, a lieu le premier week-end de chaque mois de mai. Il a été célébré pour la première fois comme un "authentique dîner hollandais" en 1974 par l'école chrétienne locale[19].
- A Orange City, le festival des tulipes de l'Iowa, est célébré chaque année le 3ème week-end de mai depuis 1936 Il est cher aux habitants d'Orange City avec un jardin de tulipes, un spectacle en soirée (pièce de théâtre de Broadway), des défilés en après-midi et en soirée et des danses de rue pour petits et grands. Le festival commence le mercredi pour les locaux et se poursuit jusqu'à samedi, attirant plus de 150 000 personnes[20].
- A Pella, Iowa, le festival des tulipes, également célébré début mai, a débuté en 1935 pour célébrer le patrimoine de la ville. Il s'agit d'un événement de trois jours qui comprend des défilés de lavage de rue ("street washing" en anglais), des danseurs en sabots costumés, des démonstrations de sculpture sur sabots, des vendeurs de rue vendant des poffertjes et un orgue de rue hollandais traditionnel[21],[22].
- Le festival des tulipes de Holland dans le Michigan a lieu début mai[23]. C'est est le plus grand festival de tulipes des États-Unis, avec plus de 4,5 millions de tulipes et plus de 600 000 visiteurs chaque année[24].

#### Ouest des États-Unis

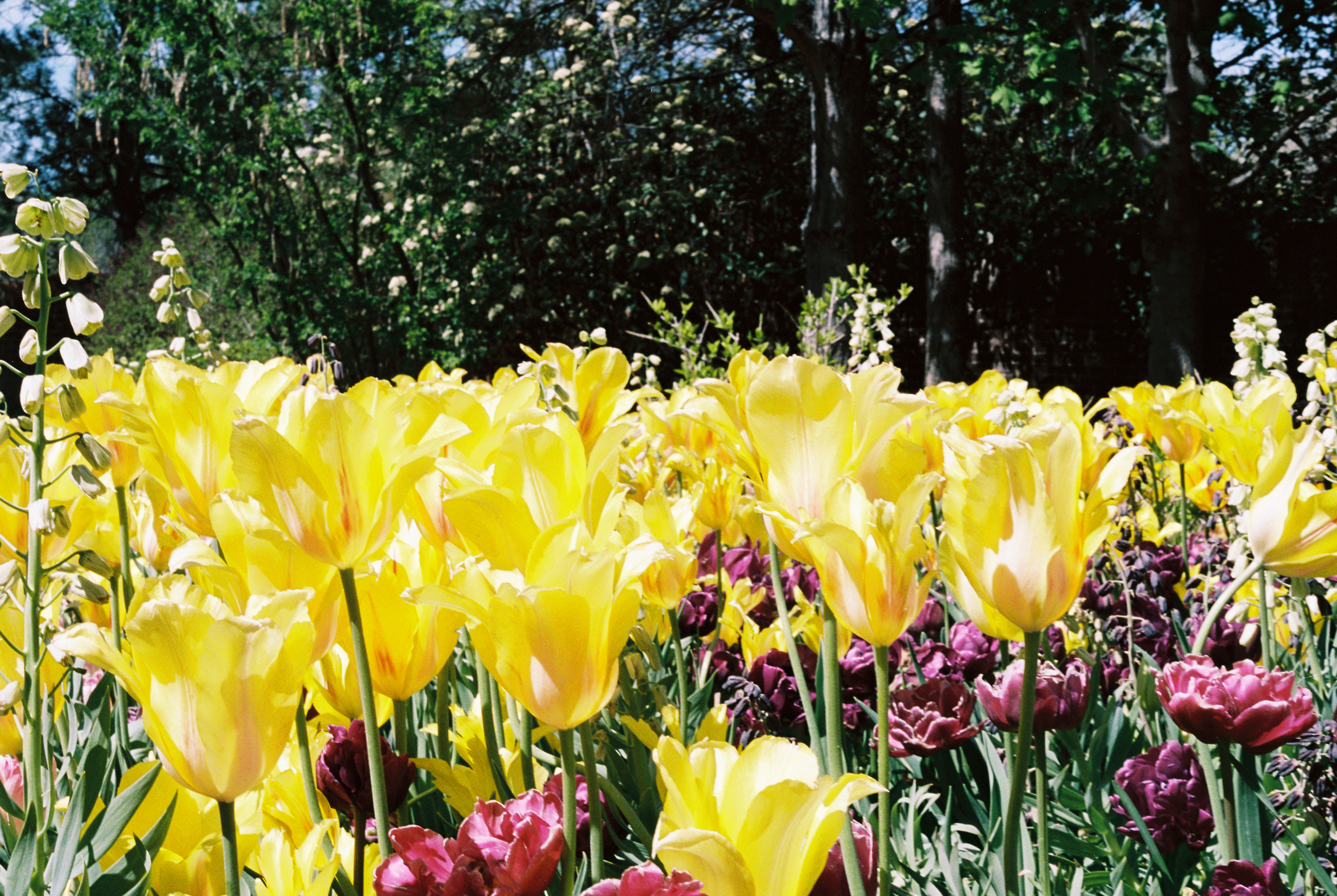
Tulipes au festival des tulipes de Thanksgiving Point, mai 2018.

- Thanksgiving Point à Lehi (Utah) accueille un festival des tulipes en avril et en mai. Le festival de trois week-ends regroupe des jonquilles et des tulipes, et offre des visites de jardins, des spectacles et des activités : du samedi au dimanche, le festival propose de la musique, de la danse et de la nourriture hollandaises[25].
- Le festival des jours hollandais de Lynden (État de Washington) a lieu le premier week-end de mai. Y est célébrée la tradition hollandaise, avec des chansons et danses traditionnelles, ainsi que des marchés néerlandais qui proposent des produits traditionnels[26],[27].
- Le festival des tulipes de la vallée du Skagit, près de Seattle (Etat de Washington) a lieu annuellement en avril depuis 1984. Avec des dizaines de champs de tulipes et de jonquilles ainsi que des jardins d'exposition, des boutiques de cadeaux et des activités touristiques, ce festival attire des visiteurs de tous âges[28],[29].
- La ville de Woodburn dans l'Oregon, organise chaque année son festival Wooden Shoe des tulipes depuis mars 1986[30].

## Océanie

### Nouvelle-Zélande
- Festival des tulipes de Wellington, la capitale néo-zélandaise est organisé chaque printemps depuis 1944[31].

### Australie
- Le festival des tulipes de Bowral (Nouvelle-Galles du Sud) est organisé chaque printemps depuis 1960 dans les Corbett Gardens[32].
- Le festival des tulipes de Tesselaar à Silvan (Victoria) a lieu chaque année de septembre à octobre depuis 1954[33].

## Photos

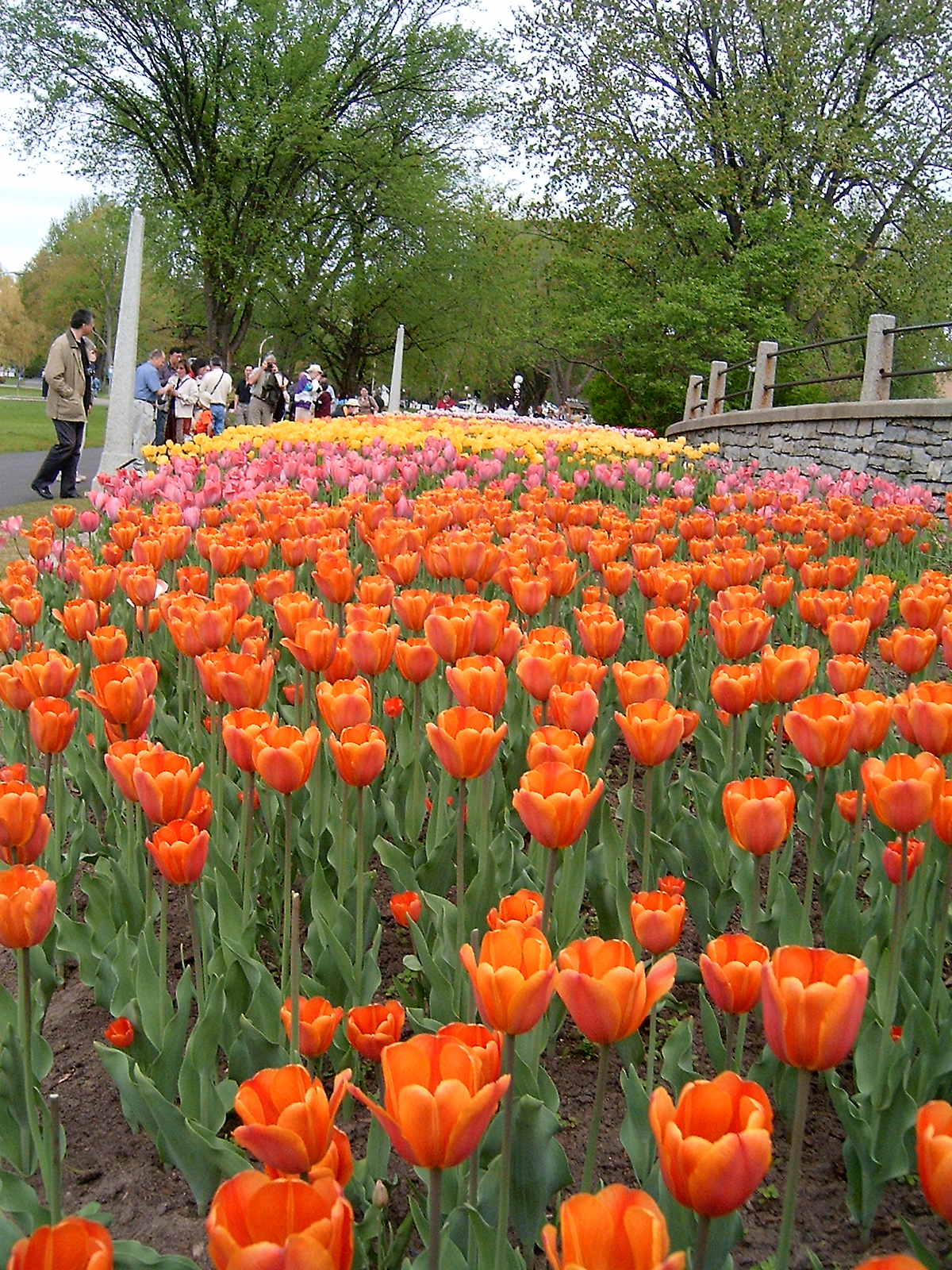
Tulipes au lac Dow pendant le Festival des tulipes d'Ottawa 2005
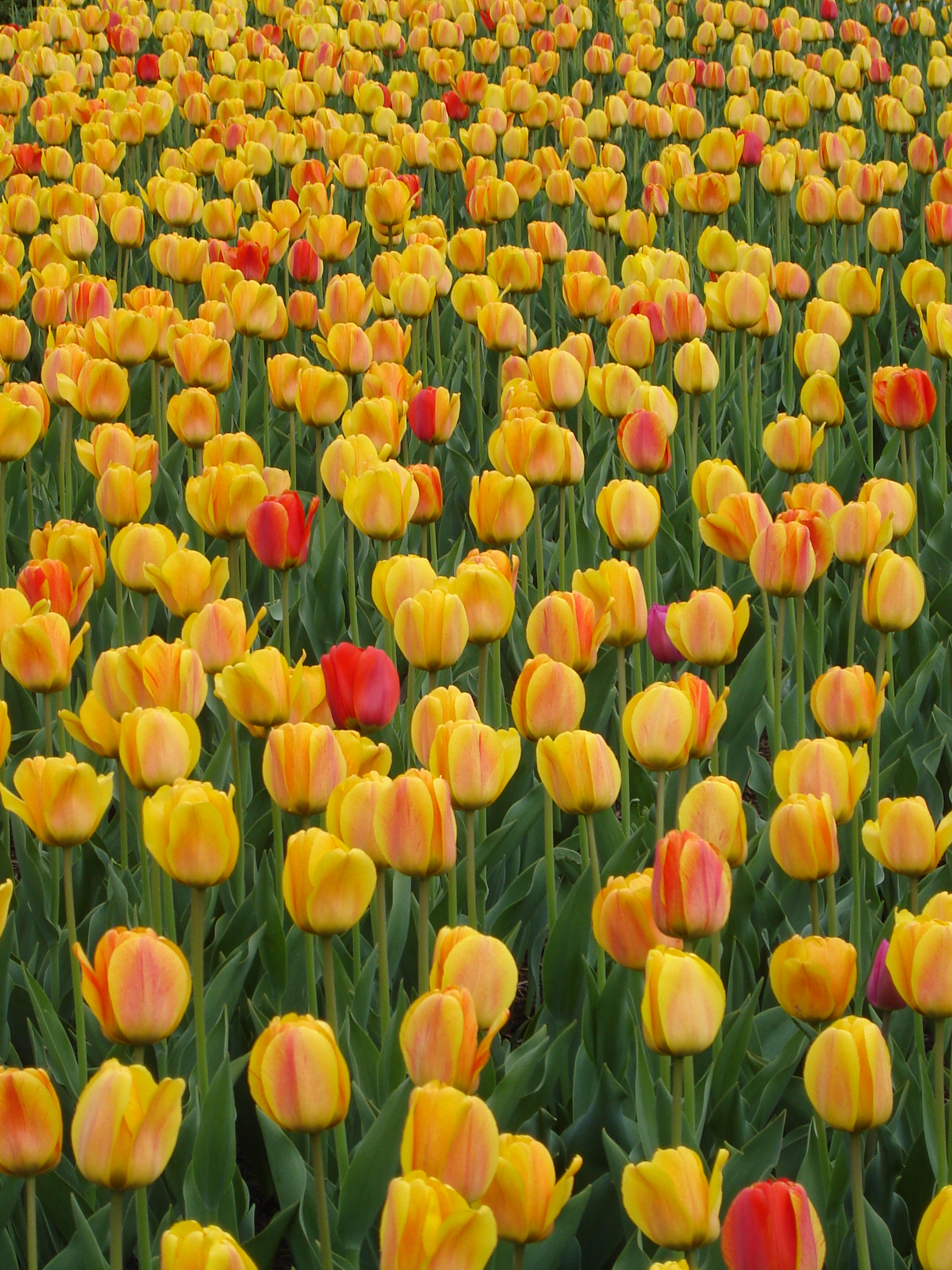
Festival canadien des tulipes à Ottawa, Ontario, 2007
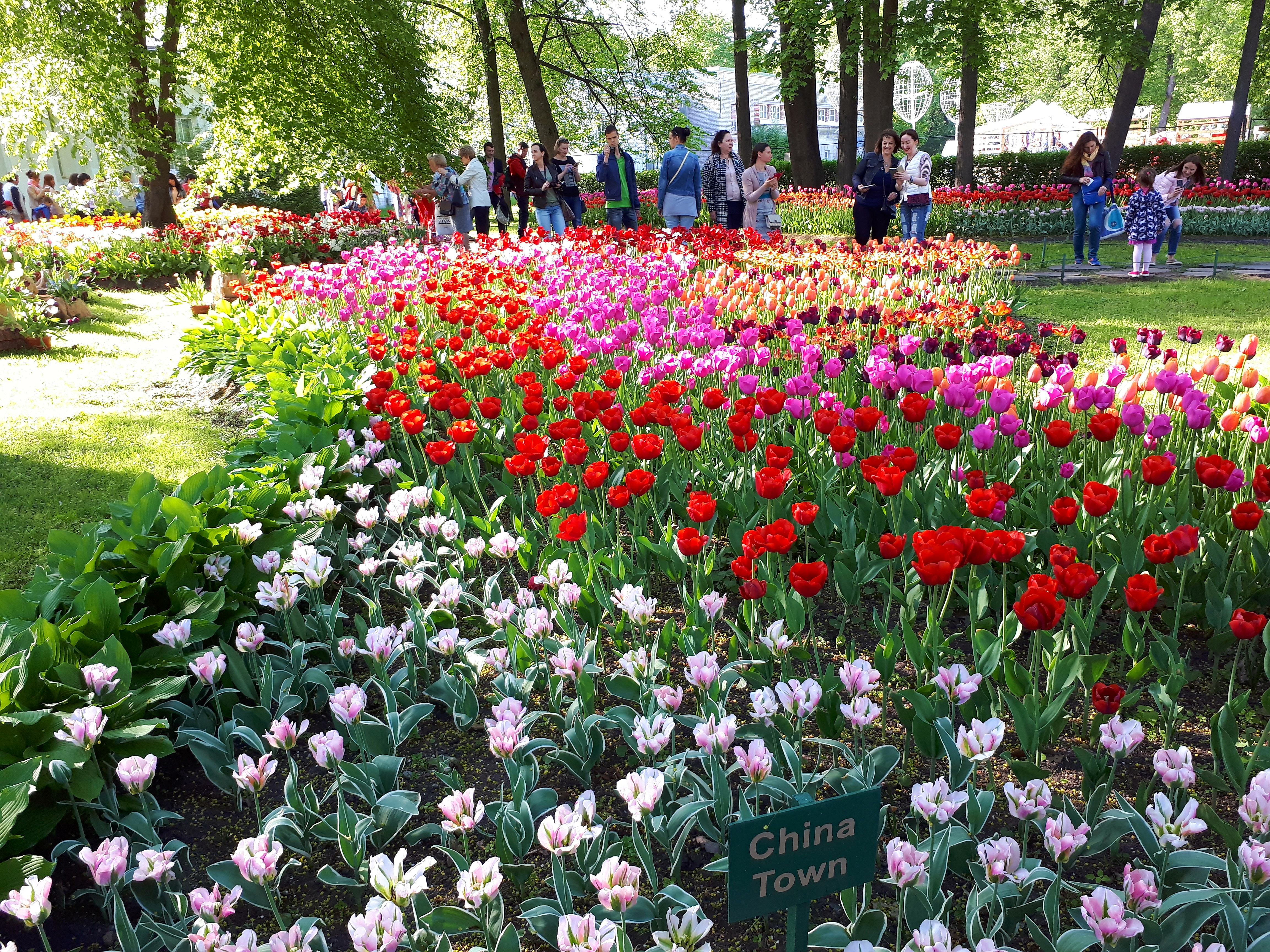
Festival des tulipes sur l'île Yelagin, 2018
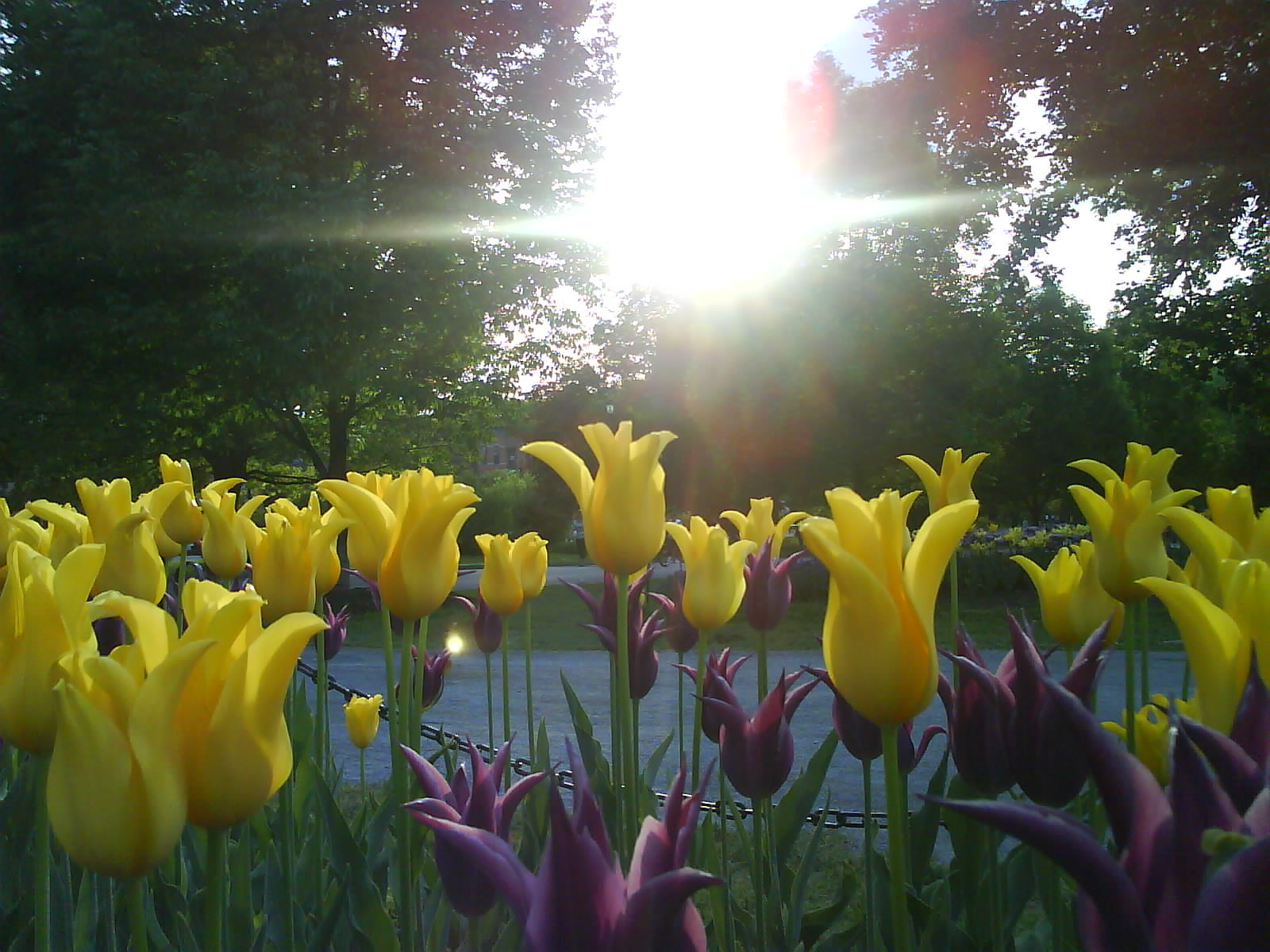
Festival des tulipes, Albany, NY, 2008